# Crise monétaire anglaise des années 1690
La crise monétaire anglaise des années 1690 intervint peu de temps après la Glorieuse Révolution de 1688 en Angleterre, sur fond de guerre de la Ligue d'Augsbourg démarrée en 1689 contre une France alors trois fois plus peuplée. La guerre oblige le gouvernement anglais à effectuer de gros paiements à l'étranger pour s'armer. De plus, les mauvaises récoltes de 1694 aggravèrent la situation économique, en obligeant à importer des produits agricoles, selon l'historien Fernand Braudel.
Au même moment, la pénurie de métaux précieux fait grimper leur cours. La guinée d'or bat alors en un an tous les records de hausse : de 22 shillings son prix passe à 30 shilling en juin 1695, tandis que la valeur du sterling « dégringole sur la place d'Amsterdam », alors carrefour de la finance mondiale. Ces évènements se produisent sur fond de multiplication rapide des pamphlets, car la liberté de la presse vient d'être instituée, qui affolent l'opinion publique. 
Les billets de banque émis par la Banque d'Angleterre, qui vient d'être créée, ou par des orfèvres privés, suscitent la défiance : on peut les obtenir avec des décotes de 11 % ou 12 % sur leur valeur officielle. Bientôt, la décote passe à 40 %. Les prêteurs d'Amsterdam se méfient, alors que leur concours est nécessaire, en raison de l'effort de guerre, qui nécessite une politique d'emprunts publics massifs, d'autant plus forte que la Révolution financière britannique commence. Plusieurs fortunes quittent le pays, ce qui se traduit par la baisse des prix de l'immobilier dans certaines rues de Londres, comme celle de Cheapside, près de Threadneedle Street où une partie importante de demeures sont à vendre.
Deux points de vue s'opposent alors : le secrétaire au trésor William Loundes milite pour une dévaluation de 20 % tandis que John Locke, l'un des penseurs de l'ancien régime, réclame au contraire activement l'immuabilité de la livre. C'est ce dernier qui l'emporte au parlement, qui vote dans la précipitation en janvier 1696 une énorme opération de refonte de la monnaie existante, pour un total de 7 millions de livres.
L'opération est d'autant plus coûteuse que l'histoire des mines d'argent témoigne d'un effondrement de la masse monétaire à la fin du XVIIe siècle, mesuré par la baisse de la production du Potosi bolivien, qui fournissait alors la plus grande partie de l'argent utilisé dans le monde, en particulier pour le commerce hollandais à travers l'Asie.
La production d'argent du Potosi, dans la Cordillère des Andes ayant atteint 7 à 8 millions de pesos par an à la fin du XVIe siècle, elle avait découragé les autres sources minières d'argent. Après avoir décliné progressivement à partir de 1605, elle stagne entre 1650 et 1680, puis décline franchement à partir de 1680, au moment où les trois expéditions pirates d'Henry Morgan ont découragé durablement le circuit monétaire de l'argent espagnol, à un bas niveau de deux millions de pesos par an jusqu'en 1730.
Une fuite des capitaux s'était déjà produite un siècle et demi plus tôt, la crise monétaire anglaise des années 1550, dans une Angleterre, qui avait opéré en 1543 le Great Debasement, ou « grande dévaluation de la monnaie en circulation », la proportion d'argent qu'elles contenaient ayant été progressivement divisée par quatre en huit ans, pour tomber à seulement un quart en 1551, ce qui provoqua ensuite une vague d'inflation et la sortie d'Angleterre des pièces d'or. 
Plus tard, la fuite de capitaux anglais de 1774 ne pourra être considérée comme une crise, même si elle se traduisit aussi par la sortie massive du royaume de pièces d'or et d'argent : les billets de banque compensant leur absence, elle n'entraîna pas de crise économique, la révolution industrielle ayant plutôt tendance à s'accélérer.